# Sin-muballit
Sîn-muballit fut le cinquième roi de la première dynastie de Babylone et le père de Hammurabi. Il a régné de 1812 à 1793 av. J.-C..
Il poursuit la consolidation de la puissance babylonienne, qui a durant les règnes précédents évincé la plupart de ses rivaux dans le nord de la Basse Mésopotamie pour devenir un rival potentiel pour d'autres grands royaumes comme Larsa ou Eshnunna. Les événements de son règnes sont essentiellement connus par ses noms d'années, des tablettes datées de son règne mises au jour à Kish, et des sources provenant du royaume de Larsa. 
Son règne est surtout marqué par sa rivalité contre Rîm-Sîn de Larsa, qu'il affronte dès le début de son règne, au sein d'une coalition réunissant aussi Uruk, Isin, Sutium et Rapiqum, qui subit une défaite. 
Le royaume d'Uruk est un allié traditionnel de Babylone. En 1801 Sîn-muballit commémore une victoire contre Larsa, il établit peut-être un temps sa domination sur Nippur. Une lettre mise au jour à Kish est adressée à Sîn-muballit par un roi d'Uruk, ANam. Son authenticité a été discutée mais elle est généralement mobilisée pour étudier les rapports entre royaumes de la période. Elle reprend notamment l'histoire des relations entre Babylone et Uruk, dont les dynasties ont une origine commune et sont alliées de longue date. Néanmoins Uruk est annexée par Larsa vers 1802. 
Sîn-muballit a étendu son royaume vers le sud face aux positions larséennes, comme l'indiquent des noms d'années rapportant la consolidation de sa frontière méridionale : il fortifie les murailles de Murum, de Marad, d'Eresh, qui sont manifestement de nouvelles conquêtes. En 1797 il prend temporairement la ville d'Isin, sans pour autant déposer son souverain Damiq-ilishu. Mais c'est finalement Larsa qui achève cet ancien royaume puissant, qu'elle annexe en 1794. 
Les tablettes de Kish datées du règne de Sîn-muballit comprennent la correspondance entre ce dernier est un administrateur nommé Tutu-nishu. Elle comprend notamment des instructions sur la défense de la région. Une lettre indique que Babylone subit à un moment indéterminé de ce règne une offensive larséenne par bateaux, qui parvient jusqu'à Kish, mais sans succès durable. La correspondance et des documents administratifs ont également pour sujet l'administration des domaines royaux dans la région de Kish.
Son fils Hammurabi lui succède à sa mort.